# Jonathan Galván
Jonathan Sebastián Galván (Mar del Plata, Provincia de Buenos Aires, Argentina, 25 de junio de 1992) es un futbolista argentino. Juega como marcador central y su primer equipo fue Aldosivi de Mar del Plata. Actualmente se encuentra en Central Córdoba de Santiago del Estero de la Liga Profesional.

## Trayectoria

### Aldosivi
Debutó en 2011, con 19 años en la victoria por 5 a 0 frente a Guillermo Brown en el José María Minella.

### Colón
En el mercado de invierno de 2017 se incorporó al club santafesino.

### Argentinos Juniors
En el mercado de verano de 2019 fue transferido al equipo de La Paternal por aproximadamente un millón de dólares por la totalidad de su pase. Sin embargo en 2020 fue transferido en condición de préstamo a Central Córdoba. Cuando regresó a Argentinos Juniors, fue transferido nuevamente en condición de préstamo a Unión de Santa Fe por 8 meses y con opción de compra.

### Huracán
En julio del 2021 fue transferido a préstamo por 1 año al Club Atlético Huracán, en donde logró consolidarse en el plantel titular. En junio del 2022 convertiría un gol frente a River Plate en la victoria 3 a 2 del globo en el Estadio Tomás Adolfo Ducó.

### Racing
En junio del 2022 se oficializa la llegada de Jonathan Galván a Racing. Su primer gol lo convertiría el 5 de septiembre de ese mismo año ante su antiguo club Argentinos Juniors en la victoria 1 a 0 de la Academia.  En octubre sería partícipe de un acotencimiento que marcaría su carrera, al errar un penal frente a Club Atlético River Plate que le costaría el Campeonato de Primera División a Racing.
El 6 de noviembre del 2022 se consagra campeón y consigue el primer título de su carrera con Racing al ganar el Trofeo de Campeones 2022.

## Clubes
- Actualizado al 17 de agosto de 2025

| Club                            | Div.                | Temporada           | Liga | Liga | Copa nacional | Copa nacional | Copa internacional | Copa internacional | Total | Total |
| Club                            | Div.                | Temporada           | PJ   | G    | PJ            | G             | PJ                 | G                  | PJ    | G     |
| ------------------------------- | ------------------- | ------------------- | ---- | ---- | ------------- | ------------- | ------------------ | ------------------ | ----- | ----- |
| Aldosivi Argentina              | 2.ª                 | 2010/11             | 0    | 0    | -             | -             | -                  | -                  | 0     | 0     |
| Aldosivi Argentina              | 2.ª                 | 2011/12             | 22   | 0    | 0             | 0             | -                  | -                  | 22    | 0     |
| Aldosivi Argentina              | 2.ª                 | 2012/13             | 32   | 1    | 1             | 0             | -                  | -                  | 33    | 1     |
| Aldosivi Argentina              | 2.ª                 | 2013/14             | 28   | 0    | 0             | 0             | -                  | -                  | 28    | 0     |
| Aldosivi Argentina              | 2.ª                 | 2014                | 21   | 1    | -             | -             | -                  | -                  | 21    | 1     |
| Aldosivi Argentina              | 1.ª                 | 2015                | 27   | 1    | 1             | 0             | -                  | -                  | 28    | 1     |
| Aldosivi Argentina              | 1.ª                 | 2016                | 14   | 1    | 1             | 0             | -                  | -                  | 15    | 1     |
| Aldosivi Argentina              | 1.ª                 | 2016/17             | 29   | 2    | 1             | 0             | -                  | -                  | 30    | 2     |
| Aldosivi Argentina              | Total               | Total               | 173  | 6    | 4             | 0             | -                  | -                  | 177   | 6     |
| Colón Argentina                 | 1.ª                 | 2017/18             | 4    | 0    | 0             | 0             | 0                  | 0                  | 4     | 0     |
| Colón Argentina                 | 1.ª                 | 2018/19             | 0    | 0    | -             | -             | -                  | -                  | 0     | 0     |
| Colón Argentina                 | Total               | Total               | 4    | 0    | 0             | 0             | 0                  | 0                  | 4     | 0     |
| Argentinos Juniors Argentina    | 1.ª                 | 2018/19             | 4    | 0    | 7             | 0             | 2                  | 0                  | 13    | 0     |
| Argentinos Juniors Argentina    | 1.ª                 | 2019/20             | 0    | 0    | -             | -             | -                  | -                  | 0     | 0     |
| Argentinos Juniors Argentina    | 1.ª                 | 2023                | -    | -    | 7             | 0             | -                  | -                  | 7     | 0     |
| Argentinos Juniors Argentina    | 1.ª                 | 2024                | 19   | 2    | 13            | 0             | 4                  | 0                  | 36    | 2     |
| Argentinos Juniors Argentina    | Total               | Total               | 23   | 2    | 27            | 0             | 6                  | 0                  | 56    | 2     |
| Central Córdoba (SdE) Argentina | 1.ª                 | 2019/20             | 3    | 0    | 1             | 0             | -                  | -                  | 4     | 0     |
| Central Córdoba (SdE) Argentina | 1.ª                 | 2025                | 16   | 0    | 1             | 0             | 9                  | 1                  | 26    | 1     |
| Central Córdoba (SdE) Argentina | Total               | Total               | 19   | 0    | 2             | 0             | 9                  | 1                  | 30    | 1     |
| Unión Argentina                 | 1.ª                 | 2020                | -    | -    | 6             | 0             | 3                  | 0                  | 9     | 0     |
| Unión Argentina                 | 1.ª                 | 2021                | -    | -    | 8             | 0             | -                  | -                  | 8     | 0     |
| Unión Argentina                 | Total               | Total               | -    | -    | 14            | 0             | 3                  | 0                  | 17    | 0     |
| Huracán Argentina               | 1.ª                 | 2021                | 23   | 0    | -             | -             | -                  | -                  | 23    | 0     |
| Huracán Argentina               | 1.ª                 | 2022                | 6    | 1    | 14            | 1             | -                  | -                  | 20    | 2     |
| Huracán Argentina               | Total               | Total               | 29   | 1    | 14            | 1             | -                  | -                  | 43    | 2     |
| Racing Argentina                | 1.ª                 | 2022                | 17   | 1    | 1             | 0             | -                  | -                  | 18    | 1     |
| Racing Argentina                | 1.ª                 | 2023                | 8    | 0    | 2             | 0             | 4                  | 0                  | 14    | 0     |
| Racing Argentina                | Total               | Total               | 25   | 1    | 3             | 0             | 4                  | 0                  | 32    | 1     |
| Total en su carrera             | Total en su carrera | Total en su carrera | 273  | 10   | 64            | 1             | 22                 | 1                  | 359   | 12    |

## Palmarés

### Campeonatos nacionales
| Título                  | Club   | País      | Año  |
| ----------------------- | ------ | --------- | ---- |
| Trofeo de Campeones     | Racing | Argentina | 2022 |
| Supercopa Internacional | Racing | Argentina | 2023 |